# Club Deportivo Hungaritos Agustinos
Hungaritos Agustinos es un club de fútbol peruano, con sede en la ciudad de Iquitos, Provincia de Maynas, Departamento de Loreto. Fue fundado el 5 de junio de 1954 y participa en la Copa Perú. Jugó en la Primera División del Perú en los años 1980.

## Historia
Hungaritos Agustinos tiene sus inicios en el año 1950. En aquel entonces en los interiores del colegio San Agustín el profesor de Educación Física, Zavala había formado un club de calichines que era invencible, jugaban en varios sitios y nadie podía ganarles. Cuatro años después aparece en el firmamento futbolístico la selección de Hungría, que se paseó por el mundo dando cátedra de fútbol con sus estrellas Puskás, Kocsis y Czibor. Además participó en el mundial de Suiza en forma invicta y solo al final cayó ante Alemania Occidental, esto inspiró al RP. agustino y periodista deportivo Silvino Treceño Ríos para fundar el 5 de junio de 1954 el Club Social Deportivo Hungaritos Agustinos.
En 1975, el RP Silvino lo inscribe en tercera división, ese año campeona en aquel torneo y en segunda permanece hasta 1978 que logra ascender. En la primera división de su liga realiza buenas campañas obteniendo varios subcampeonatos. 
En 1985 forma una buena estructura y campeona de manera invicta en su liga, sigue invicto durante las siguientes etapas de la Copa Perú hasta llegar a la etapa nacional donde obtuvo el campeonato tras una espectacular campaña que culminó con una goleada en partido extra sobre el Tejidos La Unión de Jesús María. 
Aquel equipo estuvo bajo la presidencia de Haaker Tello Paredes, la Dirección Técnica de Henry Perales y los jugadores: Marden Macedo, Arturo Ramírez, Román Flores, Fco Sánchez, Esteban Angulo, Mario Meléndez, Raúl Guimet, Otto Gonzáles, Adriel Cardama, Edgar Ferreyra, Fco Sandoval, Rafael Rengifo, Américo Piera, Jorge Orbe, Óscar Calvo, Jorge Navas, Jaime Fernández, Manuel D´ Acevedo, William Díaz, Pedro Bucceli. 
Hungaritos jugó tres años en Primera División, en 1986 fue dirigido por Miguel Company, en 1987 fue dirigido por Henry Perales y luego por Jesús Paz Oré, en 1988 perdió la categoría. Durante los años siguientes siguió descendiendo sus escalones hasta llegar a la última categoría de donde pasó al receso. 
En el año 2007 se reinscribió en la Tercera División de la Liga Distrital de Iquitos pero solo participó ese año hasta un nuevo retorno en 2016 donde logró el ascenso a la Segunda División distrital. En 2018 campeonó en esa categoría y regresó a la Primera División distrital donde participó hasta 2022. Al año siguiente se retiró antes de iniciar el torneo y descendió a la Segunda distrital. Desde entonces no participa en torneos oficiales.

## Uniforme
- Uniforme titular: Camiseta verde, pantalón blanco, medias verdes.

## Entrenadores
- Henry Perales (1984-1985), Campeón Copa Perú 1985
- Miguel Company (1986)

## Datos del club
- Temporadas en Primera División: 3 (1986 - 1988).

## Palmarés

### Torneos nacionales
| Competición nacional | Títulos | Subcampeonatos |
| -------------------- | ------- | -------------- |
| Copa Perú (1/0)      | 1985.   |                |

### Torneos regionales
| Competición regional                        | Títulos | Subcampeonatos |
| ------------------------------------------- | ------- | -------------- |
| Liga Departamental de Loreto (1/0)          | 1984.   |                |
| Liga Provincial de Maynas (1/0)             | 1984.   |                |
| Liga Distrital de Iquitos (1/0)             | 1984.   |                |
| Segunda División Distrital de Iquitos (1/0) | 2018.   |                |